# Hallwood (Virginia)
Hallwood es una localidad del Condado de Accomack, Virginia, Estados Unidos. Según el censo de 2000 tenía una población de 290 habitantes y una densidad de población de 466.5 hab/km².

## Demografía
Según el censo de 2000, había 290 personas, 100 hogares y 73 familias residiendo en la localidad. La densidad de población era de 466,5 hab./km². Había 121 viviendas con una densidad media de 194,7 viviendas/km². El 84,14% de los habitantes eran blancos, el 4,48% afroamericanos, el 1,03% amerindios, el 8,97% de otras razas y el 1,38% pertenecía a dos o más razas. El 12,76% de la población eran hispanos o latinos de cualquier raza.
Según el censo, de los 100 hogares en el 37,0% había menores de 18 años, el 56,0% pertenecía a parejas casadas, el 12,0% tenía a una mujer como cabeza de familia y el 27,0% no eran familias. El 22,0% de los hogares estaba compuesto por un único individuo y el 15,0% pertenecía a alguien mayor de 65 años viviendo solo. El tamaño promedio de los hogares era de 2,90 personas y el de las familias de 3,38.
La población estaba distribuida en un 33,4% de habitantes menores de 18 años, un 5,9% entre 18 y 24 años, un 26,6% de 25 a 44, un 21,7% de 45 a 64 y un 12,4% de 65 años o mayores. La media de edad era 32 años. Por cada 100 mujeres había 101,4 hombres. Por cada 100 mujeres de 18 años o más, había 101,0 hombres.
Los ingresos medios por hogar en la localidad eran de 29.861 dólares ($) y los ingresos medios por familia eran 30.000 $. Los hombres tenían unos ingresos medios de 20.625 $ frente a los 19.773 $ para las mujeres. La renta per cápita para la ciudad era de 13.351 $. El 14,5% de la población y el 8,8% de las familias estaban por debajo del umbral de pobreza. El 21,4% de los menores de 18 años y el 3,9% de los habitantes de 65 años o más vivían por debajo del umbral de pobreza.

## Geografía
Según la Oficina del Censo de los Estados Unidos, la localidad tiene un área total de 0,6 km², todos ellos correspondientes a tierra firme.